# La Hoya de Casa Juárez
La Hoya de Casa Juárez es un núcleo de población del municipio de Albacete (España) situado al suroeste de la capital.
Está situado junto a la autovía de Los Llanos. Según el Instituto Nacional de Estadística, está deshabitado (2016).